# Niceforo I di Gerusalemme
Niceforo I (... – 1048) è stato il patriarca di Gerusalemme nella prima metà dell'XI secolo.
Fu nominato patriarca nel 1020 dal califfo fatimide al-Hakim. Dopo la sua nomina, il patriarca Niceforo visitò Al-Hakim nella sua capitale in Egitto. Lo supplicò al riguardo delle persecuzioni dei cristiani in Terra Santa e chiese la protezione di Al-Hakim sia per se stesso che per i cristiani. Il califfo accettò di fornire protezione.
Dopo la morte di Al-Hakim nel 1021, l'imperatore Romano III Argiro e Ali az-Zahir, figlio di Al-Hakim, siglarono la pace nel 1030. Nel frattempo, il patriarca Niceforo continuò a ricostruire la Chiesa del Santo Sepolcro che fu ricostruita dopo la sua distruzione nel 1009. Negli sforzi per la ricostruzione, il patriarca Niceforo fu aiutato da Joannicus (Giovannicchio). Tuttavia, nel 1034, Gerusalemme fu colpita da un terremoto che danneggiò sostanzialmente la città e la Chiesa del Santo Sepolcro. La ricostruzione procedeva lentamente. Nel 1042, salendo al trono di Costantinopoli, l'imperatore Costantino IX Monomachos finanziò finalmente la ricostruzione della Chiesa, così come di altri stabilimenti cristiani in Terra Santa, in virtù del trattato concluso in precedenza da Ali az-Zahir e dall'imperatore Romano III.
Se, secondo il Gil, Niceforo cessò il suo incarico nel 1036, altre fonti riportano che il mandato sia proseguito fino alla sua morte datata 1048. Secondo Guglielmo di Tiro, Niceforo avrebbe completato nel 1048 la ricostruzione della chiesa gerosolomitana.